# ألف جونز
ألف جونز (بالإنجليزية: Alf Jones)‏ (1 يناير 1861 المملكة المتحدة - 1 يناير 1935 المملكة المتحدة) هو لاعب كرة قدم بريطاني سابق كان يلعب كمدافع.